# Балбырауын (танец)
«Балбырауын» («Балбрауын») — казахский сценический танец, исполняемый в сопровождении одноимённого кюя Курмангазы. В танце используется сочетание элементов движения народной и классической хореографии. Музыкальный размер 2/4. Темп быстрый. Впервые поставлен в 1937 году в опере «Ер Таргын» балетмейстером А. А. Александровым (в массовом исполнении). В 1959 году балетмейстер Д. Т. Абиров осуществил свою постановку танца «Балбырауын» для пары. Этот вариант танца демонстрировался артистами К. Карабалиновой и А. Асылмуратовым во Вьетнаме, Индии, Индонезии и других странах. «Балбырауын» вошёл в репертуар самодеятельных танцевальных коллективов. В 1967 году балетмейстер Б. Г. Аюханов создал постановку танца «Балбырауын» для трёх танцовщиков (исполнители Н. Пак, А. Семьянов, Б. Ешмухамбетов), эта интерпретация танца исполнялась артистами Театра оперы и балета им. Абая. В настоящее время Балбырауын входит в репертуар многих танцевальных коллективов. 